# Эль-Ашир-мин-Рамадан
Эль-А́шир-мин-Рамада́н (Город 10 рамадана, араб. العاشر من رمضان‎) — город в Египте, в восточной части дельты Нила, в мухафазе Шаркия. 

## История
Один из самых современных городов Египта, промышленный центр в 55 км от Каира. Был основан Указом Президента № (249) от 1977 года с целью привлечения иностранного и национального капитала для предоставления рабочих мест молодежи, а также для стимулирования роста населения за пределами Каира.

## География
Город расположен на пустынном шоссе Каир — Исмаилия, на 46 километре от Каира и на 20 км от Бильбейса; связан с районами восточной и центральной дельты, Суэцкого канала и Синайского полуострова сетью автомобильных дорог, он также близко расположен от международного аэропорта «Каир». 
Общая площадь города 94,76 квадратного километра, из которых 65,1 квадратного километра под застройкой (жилые районы, услуги, промышленность, туризм и отдых). 